# Муханов Петро Олександрович

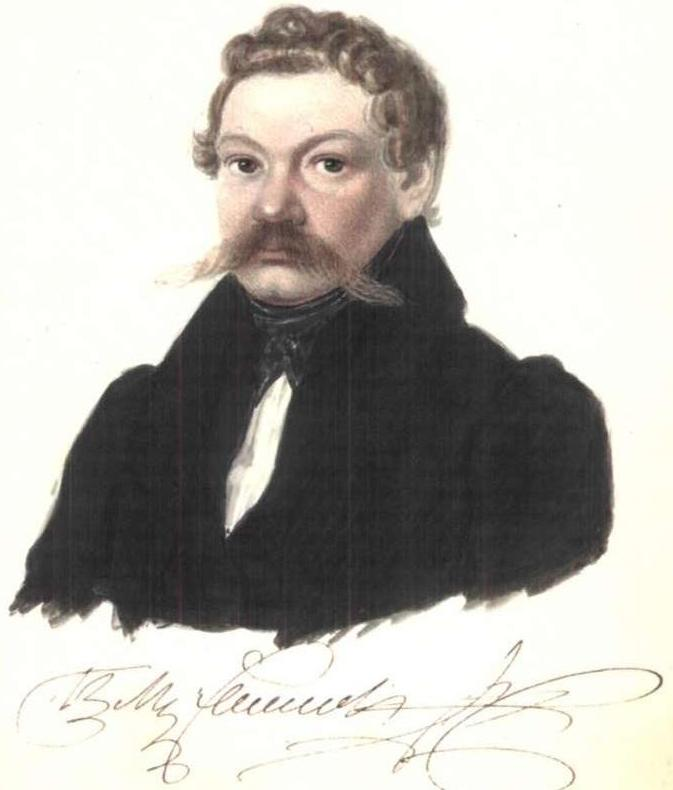
Муханов Петро Олександрович. Грудень1832- січень 1832 років. Акварель Бестужева.

Муханов Петро Олександрович (7 січня 1799 (за надгробком — 1800) — 12 лютого 1854) — декабрист, штабс-капітан лейб-гвардії Ізмайловського полку. Літератор, історик.

## Біографія

### Сім'я
З дворян Могилевської губернії. Муханови були великими землевласниками. Сім'ї батька і матері Муханова здавна були пов'язані з царським двором. Його прадід, контр-адмірал Іпат Калинович Муханов, був у дитинстві товаришем Петра I, як морський офіцер брав участь у багатьох морських битвах під час Північної війни, був шафером при вінчанні Петра I і Катерини I. Дядько Муханова, Сергій Ілліч Муханов був обер-шталмейстером і другом імператриці Марії Федорівни. Дядько по материнській лінії, генерал-лейтенант Саблуков Микола Олександрович — наближений Павла I.

### Служба
Виховувався вдома професорами Духовної академії і в Московському університеті, потім у Московському навчальному закладі для колонновожатих. Випущений у прапорщики квартирмейстерської частини — 30 серпня 1816 року, підпоручик — 6 травня 1818 року, переведений в 2 піонерний батальйон — 27 березня 1819 року, за відміну переведений у лейб-гвардії Саперний батальйон — 14 октябоя 1819 року, переведений у лейб-гвардії Ізмайловський полк — 9 березня 1821 року, поручик — 1 січня 1822 року. З 15 апреля 1823 року — ад'ютант  М. М. Раєвського. Штабс-капітан з залишенням ад'ютантом — 1 січня 1824 року, повернуто у фронт — 22 травня 1825 року, з 14 жовтня 1825 перебував у відпустці.

### Декабрист
Член Союзу благоденства (1818), знав про існування Південного і Північного товариств, членство в жодному з них не доказано. Брав участь у нарадах у Москві після повстання на Сенатській площі на квартирах Михайла Орлова та Михайла Митькова, де обговорювалися плани підтримки петербурзьких товаришів. Муханов заявив про свою готовність відправитися до Петербурга для звільнення з Петропавлівської фортеці заарештованих декабристів.
Наказ про арешт — 6 січня 1826 року, заарештований у Москві — 9 січня, доставлений в Петербург — 11 січня, в той же день переведений у Петропавловську фортецю.
Засуджений за IV розряду і по конфірмації 10 липня 1826 року засуджений на каторжні роботи на 12 років, термін скорочений до 8 років — 22 серпня 1826 року. Відправлений у Свеаборг — 23 жовтня 1826 року, звідти в Виборзьку фортецю, звідти відправлений на каторжні роботи до Сибіру — 8 жовтня 1827 року (по дорозі був завезений до Шліссельбурзької фортеця). Покарання відбував у Читинському острозі і Петровському заводі (з вересня 1830 року). У листопаді 1832 року звільнений від каторжної роботи і звернений на поселення, місцем якого за вибором генерал-губернатора Латинського призначений Братський острог Нижньоудинського округу Іркутської губернії. Займався дослідженням річки Ангари, в тому числі знаменитих Падунскіх порогів. Його гідрологічні викладки були використані в 1950-1960-х роках будівельниками Братської ГЕС. 31 серпня 1833 року звернувся з проханням про отримання дозволу на одруження з княжною Варварою Михайлівною Шаховською, але в цьому відмовлено. Так як «Муханов за правилами греко-російської церкви через спорідненості його з княжною Шаховської не може з нею одружитися». Після неодноразових прохань матері дозволено перевести в с. Усть-Куди Іркутського округу — 19 листопада 1841 року, переведений в квітні 1842 року. Дозволено відправитися для лікування до Іркутська, а у 1848 році на Туркінскіе мінеральні води. Помер в Іркутську, де перебував на лікуванні. Похований у Знам'янському монастирі.

## Творчість
У 1822 році разом з П. М. Араповим склав лібретто до опери Аляб'єва «Місячна ніч, або Домовики», його статті друкувалися в «Сині батьківщини», «Північному архіві», «Московському телеграфі», в альманасі М. П. Погодіна «Уранія» вміщено його нарис з московського життя «Світла тиждень в Москві», був близький з К. Ф. Рилєєвим, який присвятив йому свою думу «Єрмак».